# Voievodatul Transilvaniei
Voievodatul Transilvaniei a fost un voievodat autonom al Regatului Ungariei, până în 1541 când a devenit principat. Teritoriul pe care îl ocupa corespunde zonei intra-Carpatice a României, reprezentată aproximativ de județele Hunedoara, Alba, Sibiu, Brașov, Covasna, Harghita, Mureș, Cluj, Sălaj, Bistrița-Năsăud.